# Berk Uğurlu

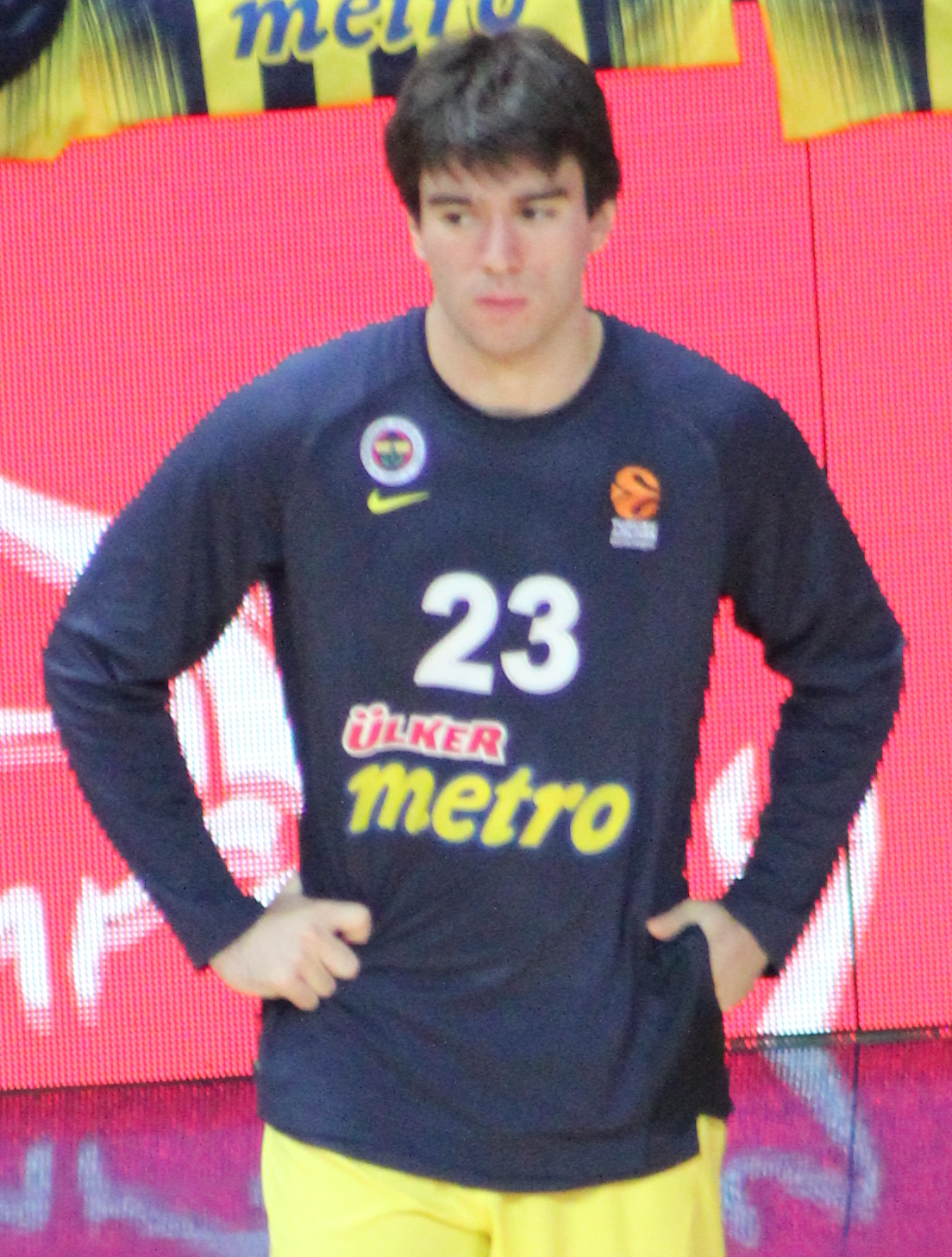

Berk Uğurlu, né le 27 avril 1996, à Şişli, en Turquie, est un joueur turc de basket-ball. Il évolue au poste de meneur. 

## Palmarès
- Champion de Turquie 2014, 2016, 2017
- Coupe de Turquie 2013, 2016
- Coupe du Président 2013, 2016
- Euroligue 2017
- 3e du Championnat du monde des 19 ans et moins 2015
- 3e du Championnat d'Europe des 20 ans et moins 2015 et 2016